# Fjoralba Turku
Fjoralba Turku (Tirana, 1983) is een Albanese Jazzzangeres en -componist.

## Biografie
Turku stamt uit een bekende Albanese muzikantenfamilie. Haar oudere broer Rudens Turku is violist. Sinds haar zevende woont ze in Duitsland. Ze studeerde literatuurgeschiedenis aan de Sorbonne in Parijs en theaterwetenschap aan de Ludwig Maximilians Universität München. Later koos ze voor de muziek: van 2007 tot 2010 studeerde ze jazzzang aan de Hogeschool voor Muziek en Theater München. In 2008 bezocht ze Masterclasses aan Berklee College of Music (van Jan Shapiro en Bob Stoloff).
In datzelfde jaar werkte ze mee aan Geoff Goodman's project Tabla and Strings, waaraan ook Charlie Mariano meedeed. Daarna toerde ze in verschillende groepen in Duitsland en Oostenrijk. In 2008 deed ze in Brussel mee aan de International Jazz Singers Competition en haalde daar de halve finale.
In 2010 kwam ze met haar debuutalbum, daarna volgden meer platen. Ze werkte samen met onder meer Goodman, Henning Sieverts, Till Martin, Tizian Jost, Bill Elgart, Sava Medan en Hugo Siegmeth. Met Geoff Goodmann vormt ze het duo Katie Cruel.

## Discografie (selectie)
- Joshua (Traumton 2010, met Andrea Hermenau, Benjamin Schäfer, Johannes Jahn alsook Paulo Cardoso)
- Serene (Traumton 2010, met Florian Trübsbach, Tal Balshai, Paulo Cardoso, Jonas Burgwinkel)
- Geoff Goodman & Fjoralba Turku At the Middle (Enja/Tutu 2014)
- Another Chapter (2015, met Karsten Hochapfel, Vanesa Garcia)
- Katie Cruel The Roving Jewel (Double Moon Records 2017, met Geoff Goodman)